# Offingawier
Offingawier (Fries: Offenwier) is een dorp in de gemeente Súdwest-Fryslân, in de Nederlandse provincie Friesland. Offingawier ligt ten oosten van de stad Sneek voornamelijk aan de Fiifgeawei. Deze is vernoemd naar de Sneker Vijfga, een samenwerkingsverband met de dorpen Gauw, Goënga, Loënga en Scharnegoutum. Offigawier is een lintdorp in de streek Lege Geaen.
In 2023 telde het dorp 240 inwoners, met een buitengebied dat een groot deel van de westoever van het Sneekermeer loopt. Hier doorheen lopen verschillende vaarten, zoals de Kipvaart.

## Geschiedenis
Het dorp is ontstaan op een terp en ontwikkelde zich over de eeuwen heen vanuit twee kleine kernen. Deze twee kernen groeide vanaf de 19e eeuw samen tot een lintdorp. In de tweede helft van de twintigste eeuw ontwikkelde zich er een recreatiedorp en plas aan de kant van het Sneekermeer.
De plaats werd in de 13e eeuw vermeld als Vffenwere, in 1328 als Offinghewere, in 1335 als in Oftingherwier, in 1495 als Offangeer en in 1505 als Offingawier. De plaatsnaam duidt op een opgeworpen hoogte bewoond door het geslacht Offinga.
Tot 1984 lag Offingawier in de voormalige gemeente Wymbritseradeel en daarna tot 2011 bij de gemeente Sneek.

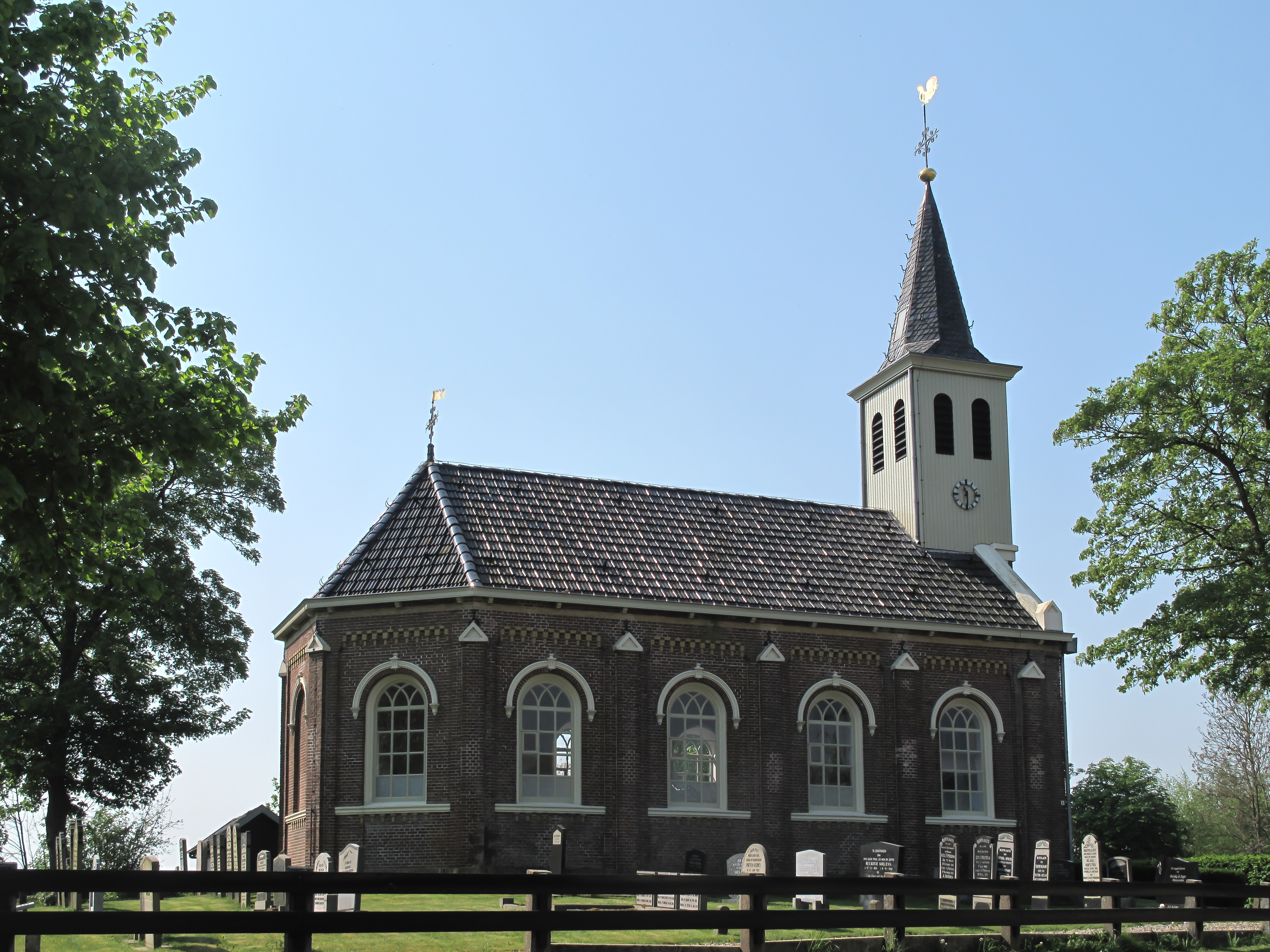
Kerk van Offingawier

## Kerk
De Kerk van Offingawier is gebouwd in 1335. De zaalkerk werd in 1882 voorzien van een nieuwe buitenmuur muur in eclectische vormen. Daarmee is het aan de buitenkant een jongere kerk. Ook de houten geveltoren stamt uit de 19e eeuw.
De kerk was het enige gemeentelijk monument van Offingawier. Inmiddels is het ook het enige rijksmonument in Offingawier.

## Toerisme en recreatie
Het dorp heeft bij de inham van de Houkesloot, de Kleine en Grootte Potten geheten, recreatiedorp van diverse campings en vakantieparken. Aan de kant van de Ropsterhorne van het Sneekermeer zit een jachthaven met het Paviljoen Sneekermeer, een belangrijk toeristisch centrum, en het recreatiegebied De Potten.

## Veerdienst
Vanaf de Paviljoenwei in Offingawier vaart via het Prinses Margrietkanaal een pont naar het Kolmeersland.

## Sport
Het dorp heeft geen grote sportverenigingen. Er zijn wel een aantal kleinere verenigingen, waaronder de damclub "De eerste zet", opgericht in 1957.

## Dorpshuis
Het dorp heeft een dorpshuis, De Wier, sinds 1994 gehuisvest in een voormalige kosterswoning. Deze woning werd in 1883 gebouwd als een school, maar sloot 4 jaar later alweer toen er een nieuwe school werd geopend in Gauw.